# Константина Адаму
Константина Стериу Адаму (на гръцки: Κωνσταντίνα Στεργίου Αδάμου) е гръцки политик от Фронта за европейско реалистко неподчинение (МеРа25).

## Биография
Родена е на 21 април 1986 година в македонския град Солун. Завършва Философския факултет на Солунския университет „Аристотел“, катедра „История-археология“. Прави следдипломна квалификация по европейски младежки политики в Университета на Македония, в департамента по международни и европейски изследвания. Има частно училище за езици. На 17 юли 2019 година е избрана за депутат от Фронта за европейско реалистко неподчинение.